# .co
.co is het achtervoegsel van domeinnamen van Colombia. Het wordt beheerd door de Los Andes University.
.co wordt ook vaak gebruikt als een second-level-domein voor bedrijven binnen andere landcodedomeinen. Zulke domeinen hebben dan de vorm .co.xx, waar xx de landsaanduiding in de domeinnaam is. Voorbeelden zijn Israël (.co.il), het Verenigd Koninkrijk (.co.uk), Nieuw-Zeeland (.co.nz), Japan (.co.jp), Zuid-Korea (.co.kr) en de Cookeilanden (.co.ck). Sommige andere landen gebruiken .com in plaats van .co, zoals Australië (.com.au), Mexico (.com.mx) en ook Colombia zelf (.com.co).